# Małgorzata Domino
Małgorzata Andrea Domino – polska lekarz weterynarii, doktor habilitowany nauk rolniczych, profesor w Szkole Główna Gospodarstwa Wiejskiego w Warszawie, specjalistka od rozrodu zwierząt.

## Kariera naukowa
W 2011 roku na Wydziale Medycyny Weterynaryjnej Szkoły Głównej Gospodarstwa Wiejskiego w Warszawie uzyskała tytuł lekarza weterynarii. W tym samym roku została zatrudniona na tejże uczelni, a w 2012 roku uzyskała na niej tytuł magistra inżyniera. W 2015 roku na Wydziale Medycyny Weterynaryjnej tej samej uczelni uzyskała stopień doktora nauk weterynaryjnych na podstawie rozprawy pt. Migracja potencjałów rozrusznikowych w mięśniówce gładkiej jajowodu i macicy lochy, której promotorem był Zdzisław Gajewski. W 2019 roku ta sama uczelnia nadała jej stopień doktora habilitowanego nauk rolniczych w dyscyplinie weterynarii na podstawie pracy pt. Modelowanie wzoru aktywności mioelektrycznej układu rozrodczego świni z wykorzystaniem zaawansowanych metod statystycznych.